# Titanus
Titanus este o companie de producție de filme italiană fondată în 1904 de Gustavo Lombardo (1885–1951). Sediul companiei se află la 28 Via Sommacampagna, Roma și studiourile sale la Via Tiburtina, 13 km din centrul Romei.
Urmând sosirii noului val francez de filme, Titanus a lansat o "operațiune de tineret", care a dat o șansă la tinerii artiști de film să creeze filme de buget redus cu libertate relativă. Aceasta a avut aproximativ 100 de producții principale și secundare pentru Titanus realizate între 1960 și 1965. Aceasta a inclus filme de la noi regizori precum Ermanno Olmi, Elio Petri, Damiano Damiani și Lina Wertmuller. Titanus a închis brațul său de producție în 1964, dar este activ în continuare.

## Listă parțială de filme
- 1916 L'avvenire in agguato, regizat de Giulio Antamoro
- 1917 L'ombra, regizat de Mario Caserini
- 1918 Il piacere, regizat de Amleto Palermi
- 1919 Io ti uccido!, regizat de Giulio Antamoro
- 1919 Friquet, regizat de Gero Zambuto
- 1919 Vautrin, regizat de Alexandre des Varennes
- 1920 Il castello di bronzo, regizat de Emilio Ghione
- 1920 La banda dei rossi, regizat de Fabrizio Romano
- 1920 Tromp-La-Mort, regizat de Alexandre des Varennes
- 1920 Nigrus, regizat de Ubaldo Maria Del Colle
- 1920 L'ultimo romanzo di Giorgio Belfiore, regizat de Charles Krauss
- 1920 Il dossier di sua Eccellenza, regizat de Ubaldo Maria Del Colle
- 1920 Il re della forza, regizat de Ubaldo Maria Del Colle
- 1920 Un cuore nel mondo, regizat de Amleto Palermi
- 1920 L'artefice dell'amore, regizat de Charles Krauss
- 1920 Marta Galla, regizat de Ubaldo Maria Del Colle
- 1920 La donna e i bruti, regizat de Umberto Paradisi
- 1920 Il gatto nero, regizat de Charles Krauss
- 1920 La grande marniera, regizat de Gero Zambuto
- 1920 Scrollina, regizat de Gero Zambuto
- 1920 Il miracolo, regizat de Mario Caserini
- 1920 Mimì Farfara, regizat de Ubaldo Maria Del Colle
- 1921 I figli di nessuno
- 1921 Mia moglie si è fidanzata
- 1921 L'altro, regizat de Francesco Bertolini
- 1922 La trappola, regizat de Eugenio Perego
- 1923 La leoparda ferita
- 1923 Santarellina
- 1924 Vedi Napule e po' mori
- 1924 Saitra la ribelle
- 1927 Napoli è una canzone
- 1928 La madonnina dei marinari
- 1928 Napule... e niente cchiù
- 1929 La signorina Chicchiricchì
- 1929 Rondine
- 1932 Venere
- 1937 Fermo con le mani!
- 1939 Animali pazzi
- 1940 Fanfulla da Lodi
- 1941 Amore imperiale
- 1941 Ridi pagliaccio
- 1942 Orizzonte di sangue
- 1943 La storia di una capinera
- 1944 Finalmente sì
- 1945 La carne e l'anima
- 1946 Elixirul dragostei (L'elisir d'amore), regia: Mario Costa
- 1951 I figli di nessuno
- 1952 Il Cappotto
- 1952 Roma, orele 11 (Roma ore 11), regia Giuseppe De Santis
- 1953 Pâine, dragoste și fantezie (Pane, amore e fantasia), regia Luigi Comencini
- 1953 Africa sotto i mari, regizat de Giovanni Roccardi
- 1953 Siamo donne
- 1954 Pane, amore e gelosia
- 1955 Il segno di Venere
- 1955 Il bidone, regizat de Federico Fellini
- 1955 Pane, amore e...
- 1956 Acoperișul (Il tetto), regia: Vittorio De Sica
- 1957 Poveri ma belli
- 1958 Arrivederci Roma
- 1958 La maja desnuda
- 1959 Audace colpo dei soliti ignoti, regia Nanni Loy (nu confundați cu Veșnicii necunoscuți (I soliti ignoti, 1958), regia Mario Monicelli)
- 1959 Magistratul, (Il magistrato), regia Luigi Zampa
- 1959 La legge
- 1959 Estate violenta
- 1959 À double tour
- 1959 Cursa de 100 kilometri, regia Giulio Petroni
- 1960 Ciociara (La cociara), regia Vittorio De Sica
- 1960 În plin soare (Plein soleil), regia: René Clément
- 1960 Întâlnire la Ischia (Appuntamento a Ischia), regia: Mario Mattoli
- 1960 La sposa bella
- 1960 Il buco
- 1960 Olympia
- 1960 Rocco și frații săi (Rocco e i suoi fratelli), regia Luchino Visconti

- 1961 Giorno per giorno disperatamente, regia Alfredo Giannetti
- 1961 Il posto, regia Ermanno Olmi
- 1961 La viaccia
- 1961 La ragazza con la valigia
- 1961 A cavallo della tigre
- 1962 I sette peccati capitali
- 1962 Cele patru zile ale orașului Neapole (Le quattro giornate di Napoli), regia Nanni Loy
- 1962 Cronaca familiare
- 1962 Sechestratul din Altona (I sequestrati di Altona), regia Vittorio De Sica
- 1963 Il giorno più corto
- 1963 Il demonio, regia Brunello Rondi
- 1963 I terribili 7
- 1963 La frusta e il corpo
- 1963 Ghepardul (Il Gattopardo), regia Luchino Visconti
- 1963 Sodoma e Gomorra (film)
- 1963 I fidanzati
- 1964 I malamondo, regia Paolo Cavara
- 1965 Golia alla conquista di Bagdad, regia Domenico Paolella
- 1967 Nel sole (film), regia Aldo Grimaldi
- 1975 Ultime grida dalla savana, regia Antonio Climati și Mario Morra
- 1982 Vai avanti tu che mi vien da ridere, regia Giorgio Capitani
- 1983 Sfrattato cerca casa equo canone
- 1985 Fracchia contro Dracula, regia Neri Parenti
- 1986 Il camorrista, regia Giuseppe Tornatore
- 1986 Troppo forte
- 1988 Se lo scopre Gargiulo, regia Elvio Porta